# Turks-Armeense Oorlog
De Turks-Armeense oorlog was in het najaar van 1920 een conflict tussen de Republiek Armenië en Turkse nationalisten na de Verdrag van Sèvres en de harde maatregelen die werden opgelegd aan het Ottomaanse Rijk door de Geallieerden na de Eerste Wereldoorlog. Het Turkse leger onder Kâzım Karabekir versloeg Armenië en heroverde grondgebied dat Turkije aanvankelijk moest afstaan aan Armenië na de Eerste Wereldoorlog.
De Turkse militaire overwinning werd gevolgd door de Sovjet-Russische bezetting en de sovjetisering van de rest van Armenië. Het Verdrag van Moskou tussen Sovjet-Rusland en de Grote Nationale Assemblee van Turkije (maart 1921) en het identieke Verdrag van Kars (oktober 1921) voltooide de effectieve verdeling van Armenië tussen Turkije en Sovjet-Rusland. De Sovjet-Unie creëerde de Armeense Socialistische Sovjetrepubliek.